# Iurie Perlin
Iurie Perlin (n. 17 septembrie 1917, Kirsanov, reg. Tambov- d. 10 martie 1990, Chișinău) a fost un fizician moldovean de origine evreiască, profesor universitar la Universitatea de Stat din Chișinău, specialist în domeniul fizicii teoretice a corpului solid, care a fost ales ca membru corespondent al Academiei de Științe a Moldovei.

## Biografie
Iurie Perlin a studiat la facultatea de fizică a Universității din Kiev(1936-1941), dar a absolvit Universitatea din Saratov (1941).Între anii 1934-1945 a fost membru ULCT.Între anii 1947-1950 a elaborat doctoratul la aceeași Universitate, intitulat: "Studii în domeniul teoriei conduictibilității polaronice a cristalelor". Este un discipol al academicianului Academiei de științe din Ucraina Solomon Pecar. Din același an se află la Chișinău.În anul 1950 a fost numit lector superior la catedra de fizică experimentală a Universității. Din 1953 este conferențiar, iar în anul 1953 este șef al catedrei de fizică teoretică a Universității din Chișinău,  pe care a organizat-o. Doctor habilitat (1962), Profesor (1963), membru-corespondent al Academiei de stiințe din RSSM (1970).În anul 1962 a susținut teza de doctor habilitat cu tema: "Tranziții cuantice în centrele locale ale cristalelor", iar în anul 1963 i s-a conferit titlul didactico-științific de profesor universitar. Membru-corespondent al Academiei de științe din RSSM din anul 1970, a exercitat funcția de șef al catedrei de fizică teoretică (1953-1989), inițiind aici o serie de investigații, punînd aici temelia direcțiilor principale de dezvoltare a teoriei fizicii corpului solid.

## Activitatea științifică și didactică[2]
Este fondatorul școlii de fizică a corpului solid din Moldova. Interesele sale științifice au avut drept suport : polaronii legați și cei liberi (spectrul energetic, împrăștierile cauzate de fononi și impurități, recombinarea non-radiativă); centrele colorate (tranzițiile nonradiative, ionizarea termică și cea optică, efectele electrooptice și magnetooptice); difuzia combinată polifotonică a luminii, tranzițiile optice și nonradiative în stările electronice degenerate ș.a.
A predat disciplinele: mecanica cuantică, teoria cristalelor active, electrodinamica clasică, mecanica teoretică, teoria câmpului și cursul special: electrodinamica cuantică.
În timpul activității la Universitatea de stat din Moldova a partcipat la diferite congrese internaționale: în SUA (1965), Cehoslovacia (1977), Finlanda (1972), Marea Britanie.
Om emerit în științe din RSSM (1987). Premiul de Stat al RSSM (1987).   A publicat circa 230 de lucrări. 
Printre studenții săi au fost viitorii academicieni ai Academiei de stiințe din Moldova: Isaak B. Bersuker, Victor A. Kovarskii, Vsevolod Moscalenco, Sveatoslav Moscalenco, E.P. Pokatilov, Nicolae Enache, Vladimir Bordovițin, Grigore Dohotaru, Valeriu Canțer și alții. A pregătit 22- discipoli cu grad științific de doctor și 4 cu grad științific de doctor habilitat. Printre discipolii săi cu grad de doctor se numără. Cariera de conferențiar și profesor universitar a lui Iurie Perlin este urmărită în  lucrarea

### Discipoli
- Victor A. Kovarskii -academician al Academiei de științe a Moldovei
- Evgheni Pokotilov- membru - corespondent al Academiei de Științe a Moldovei
- Boris Țucherblat- membru corespondent al Academiei de Științe a Moldovei
- Sofia Clochișner
- Amos Ciobanu
- Anatolie Casian
- Solomon Gifeisman
- Iurie Rozenfeld
- Liudmila Harcenko
- Viorel Enache
- Visarion Gamurari
- Roza Dumbrăveanu
- Aurel Marinciuc
- Ia. Franscoviak
- L. Kușculei
- Singh Diotd
- Iulia Malcoci
- I. Andrieș

## Monografii
- (în colaborare cu B. Țukerblat) Эффекты электронно-колебательного взаимодействия в оптических спектрах примесных парамагнитных ионов, 1974
- Optical bands and polarization dichroism of Jahn-Teller centers, Editors: Iu. E. Perlin, A.M. Wagner, 1984, North Holand PC, Amsterdam